# Maians (illa)

Evolució de la línia de la costa al districte de Ciutat Vella.

Maians era una illa de sorra a un centenar de metres de la línia de costa de Barcelona. La construcció del primer moll del port de Barcelona, començat el 20 de setembre de 1477 sota el regnat del rei Joan II, provocà l'avanç d'aquesta línia i comportà que aquesta illa quedés integrada en la ciutat. El dic de l'est, construït i fonamentat damunt l'illa, retingué les arenes que hi dipositava el cicle marítim i els sediments provinents del riu Besòs i les rieres, cosa que va fer avançar la línia de costa fins on és actualment.
Al voltant del que fou l'illa de Maians va néixer el barri de la Barceloneta, que existeix gràcies a aquests terrenys guanyats a la mar.
Hi ha un llibre de Quim Monzó que duu el nom d'aquesta illa desapareguda: L'illa de Maians (1986).
El plenari de districte de Sants-Montjuïc del mes d'octubre de 2012 va informar favorablement del canvi de denominació d'assignar la denominació de Moll de la Nova Maians per a l'illa que es va formar en obrir la nova bocana del port amb el moll adossat.